# أوسكار دوارتي
أوسكار دوارتي (بالإسبانية: Óscar Duarte)‏ مدافع لعب سابقاً في نادي الوحدة السعودي ومدافع منتخب كوستاريكا في كاس العالم 2014.

## روابط خارجية
- أوسكار دوارتي على موقع الاتحاد الدولي (مؤرشف)  (الإنجليزية)
- أوسكار دوارتي على موقع قاعدة بيانات كرة القدم.إي يو (الإنجليزية)
- أوسكار دوارتي على موقع ناشيونال فوتبول تيمز (الإنجليزية)
- أوسكار دوارتي على موقع Soccerbase.com (لاعب) (الإنجليزية)
- أوسكار دوارتي على موقع Soccerway.com (الإنجليزية)
- أوسكار دوارتي على موقع عالم كرة القدم.نت (الإنجليزية)
- أوسكار دوارتي على موقع AS.com (الإسبانية)